# Любченко, Геннадий Сергеевич
Геннадий Сергеевич Любченко  (10 сентября 1947 — 18 марта 2007) — советский хоккеист с мячом и хоккеист на траве, мастер спорта СССР международного класса, пятикратный чемпион СССР по хоккею на траве, чемпион СССР 1977 года по хоккею с мячом.

## Биография
Родился 10 сентября 1947 года в городе Краснотурьинске Свердловской области.
Геннадий Любченко — воспитанник краснотурьинского «Труда». Также играл в составе «Динамо» (Алма-Ата) и «Вымпела» из Калининграда.
Также играл в хоккей на траве. Пятикратный чемпион СССР. Провел 122 игры, забив 9 мячей.
В 1974 году окончил Казахский институт физической культуры. Работал тренером в «Вымпеле» из Калининграда. Позже работал в ДЮСШ. Судил матчи по хоккею на траве и хоккею с мячом.

## Достижения

### Хоккей с мячом
Чемпион СССР (1) — 1977 

 Серебряный призёр чемпионата СССР (4) — 1973, 1975, 1976, 1978 

 Бронзовый призёр чемпионата СССР (2) —1971, 1974
 Обладатель Кубка европейских чемпионов (1) — 1978
В списке 22 лучших игроков сезона (4) — 1971, 1975, 1976, 1977

### Хоккей на траве
Чемпион СССР (5) — 1972, 1973, 1975, 1976, 1977 

 Серебряный призёр чемпионата СССР (3) — 1970, 1971, 1974